# La Vacherie
 La Vacherie  là một xã thuộc tỉnh Eure trong vùng Normandie miền bắc nước Pháp.